# 브리간테스

브리간테스의 영역

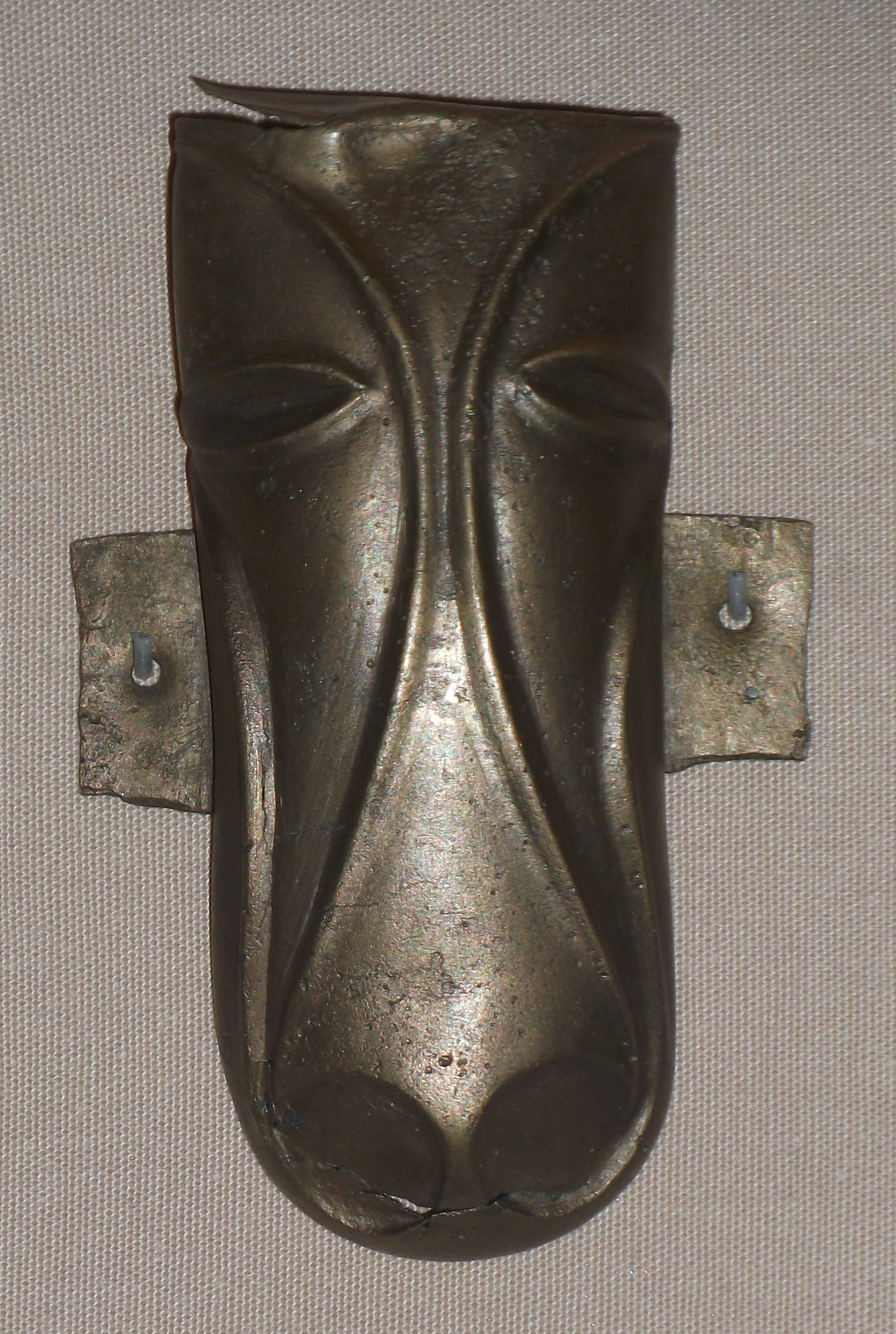
스탠닉의 기마 마스크 (서기 1세기)

브리간테스(Brigantes)는 고대 브리튼족의 일파로 로마 도래 이전 시기 북잉글랜드가 되는 넓은 지역을 지배했었다. 흔히 브리간티아라고 일컬어지는 이들의 영토는 훗날 요크셔라고 알려진 지역을 중심으로 했다. 그리스 지리학자 클라우디오스 프톨레마이오스는 브리간테스를 아일랜드에 거주하는 민족이라 언급하여, 오늘날 아일랜드의 웩스퍼드주, 킬케니주 워터퍼드주 등지에서 이들을 찾아볼 수 있고, 한편 '브리간티족'이라 명명된 부족이 스트라본에게 알프스 지방에 사는 빈델리키족의 하위 부족으로 언급된다.
브리튼 제도 내, 브리간테스가 살았던 지역은 북서쪽의 카르베티족, 동쪽의 파리시족, 남쪽의 코리엘타우비족과 코르노비족 등 다른 네 개 부족과 경계를 마주하고 있었다. 북쪽으로는 오늘날 잉글랜드와 스코틀랜드의 경계에 걸쳐 있던 보타디니족이 있었다.

## 어원
브리간테스(Brigantes)라는 이름 (고대 그리스어로는 Βρίγαντες)은 브리간티아 여신과 '높은, 고상한'을 뜻하는 켈트조어  브리간트(*brigant-)와 어근을 공유하며, 취락 '브리간티움'(Brigantium)이 따라서 귀족의 은유적 표현으로서 '고귀한 곳'이라는 의미로 명명되었는지 혹은 글자 그대로 페나인산맥을 가리키는 '고지대'를 나타내는 것인지 인위적으로 높이를 높인 요새의 거주민들을 나타내는 것인지는 확실치 않다 (IEW, s.v. "bhereg'h-"). 브리간트라는 단어는 독일어군의 Burgund 그리고 이란어군의 엘부르즈산맥 (고대 이란어. '헤라 베레자이티')와 관련이 있다.
현대 웨일스어에서 '브라인트'(braint)는 '특권, 위신'을 뜻하고 *brigantī와 동일한 어근에서 유래했다. 현대 켈트어군에서 다른 형태로는 '왕'을 뜻하는 웨일스어의  브레닌(brenin < *brigantīnos), '특권, 평판, 영예, 위엄' 등을 뜻하는 웨일스어/콘웰어/브르타뉴어의 '브리'(bri), '핵심, 권력'을 뜻하는 스코틀랜드 게일어 브리그 (brìgh)', '기운, 의의'를 뜻하는 아일랜드어 '브리'(brí), '권력, 기운'을 뜻하는 맨어 '브리'(bree) 등이 있고 모두  *brīg-/brigi- 에서 유래했으며, '언덕'을 뜻하는 웨일스어/콘웰어/브르타뉴어의 '브레'(bre)는 *brigā에서 비롯했다. 고대 아일랜드어 브리이드에서 비롯한 인명 브리짓(Bridget) 역시도 Brigantī에서 비롯했으며, 잉글랜드의 강 이름 브렌트강과 이와 관련한 지명 브렌트퍼드 역시도 마찬가지다.
유럽 전역에 '브리간티움'과 같은 고대 취락들이 몇몇 존재하며, 아라바도의 베르간차 (스페인), 갈리시아주의 라코루냐와 베르간티뇨스 (스페인), 포르투갈의 브라간사와 브라가, 프랑스의 브리앙송, 슬로바키아와 헝가리 경계의 브리게티오, 남독일 브레그강 그리고 브리가흐강 인근에 위치한 브리고반네 (로마 이전엔 빈델리키아),) 알프스 지역의 브레겐츠 등이 존재한다. 동일한 어원에서 이탈리아의 소구역인 브리안차가 발생하였다.
시간층서 분야에서, 석탄기 시대 영국의 절(stage)인 브리간티아절(Brigantian)은 브리간테스에서 그 이름이 유래했다.

## 역사
로마의 브리튼 정복 이전 브리간테스에 대한 어떠한 기록물들도 존재하지 않는데 이에 따라 이들이 로마 이전에 정체(政體)로서 얼마나 오랜 기간 유지했는가에 대해 가늠해보기가 어렵다. 이 지역에 대한 가장 핵심적인 유적지들은 이른 시기부터 지속적이고 영향을 받지 않은 거주 생활이 있었음을 보여주는 것 같으며, 따라서 이들의 강세는 순간적이고, 극적인 정복보다는 점진적인 것으로 추측하며, 기원전 430년경 캐슬힐에 있었던 대규모 언덕 요새의 화재와 연관이 있을 수도 있다. 영토 면에서 브리튼에서 가장 규모가 컸던 브리간테스족은 요크셔 연안의 가브란토비케스족, 하드리아누스 방벽 인근 사우스타인강의 상류 유역의 텍스토베르디족 등의 하위 부족 (셉트)등을 포함했다. '포르투스 세탄티오룸'(Portus Setantiorum)과 '코리아 로포카룸'(Coria Lopocarum) 등의 지명들은 각각 랭커셔 연안과 타인강에 위치했던 세탄티족과 라포카레스족 등을 시사한다. '코리오노토타이족'이라는 부족명 역시도 기록되어 있으나 이 이름은 '부족의 군대' 혹은 '사람들의 군대'를 의미하는 *Corion Toutas에서 유래했을 것으로 보기에, 부족 또는 하위 부족보다는 부대의 이름이나 로마에 맞서던 저항 세력에 대한 이름일 것이다. 오늘날 컴브리아에 거주했던 카르베티족은 별개의 하위 부족이나 브리간테스족과 관련 없는 부족으로 보인다. 카르베티조기 로마의 지배 하에 있을 시기 별도의 키비타스를 구성했기에 보통 논쟁의 대상으로 남아 있다.

### 로마 시대
로마의 침공이 벌어지던 기간인 서기 47년에, 브리타니아의 총독 푸블리우스 오스토리우스 스카풀라는 당시 로마와 동맹이던 브리간테스족의 족장들과의 '불화' 때문에 노스웨일스의 데케안글리족에 대한 원정을 포기해야만 했다. 무기를 집어든 브리간테스족 일부는 처형당했고 나머지는 이 사태에 대해 사면을 받았다. 51년, 로마에 패배한 브리튼족의 저항군 지도자 카라타쿠스는 브리간테스의 여왕 카르티만두아에게 망명을 요청했미잔, 그녀는 그를 쇠사슬로 포박하여 로마에 넘겨주며 로마에 대한 충성심을 보여주었다. 그녀와 그녀의 남편 베누티우스는 충성스럽고 "로마의 무기의 보호를 받고 있다"라고 묘사되지만, 이들은 훗날 이혼을 하게 되면서, 베누티우스는 처음은 전 아내에게, 훗날에는 그녀를 보호하는 로마에 맞서 무기를 들었다. 아울루스 디디우스 갈루스의 총독 (52년–57년) 시절, 그는 군대를 모아 그녀의 왕국을 침공했다. 로마인들은 카르티만두아를 보호하기 위해 군대를 보냈고, 이들은 베누티우스의 반란을 진압하였다.  이혼 후에, 카르티만두아는 베누티우스의 방패지기 벨로카투스와 재혼했고 그에게 왕의 권한을 주었다. 베누티우스는 네 명의 황제의 해 당시 로마의 불안정한 상황을 이용한 69년에 또 다른 반란을 맞이했다. 이 당시 로마는 보조군만을 보낼 수 있었고, 이들은 카르티만두아를 구출해내는 데 성공하였지만 베누티우스와 그의 반 로마 지지자들이 브리간테스 왕국을 장악하였다.
노스요크셔의 스탠닉의 방대한 철기 시대 요새에 대한 발굴이 1950년대 모티머 휠러에 의해 이뤄졌는데 그는 이 지역을 아마 베네티우스가 수도로 삼았을 것이라 결론을 내렸지만, 이후 더럼 대학교의 1981년부터 1986년까지 이뤄진 발굴로 콜린 할스그로브와 퍼시벌 턴불 등은 스탠닉이 카르티만두아가 권력의 중심에 있던 시절의 것이라고 하며 보다 살짝 빠른 시기라고 주장했다.
베스파시아누스의 즉위 이후, 퀸투스 페틸리우스 케리알리스가 브리타니아의 총독으로 임명되었고 브리간테스족에 대한 정복이 시작됐다. 이 정복이 완료되기까지는 수십 년이 걸렸던 것으로 보인다. 그나이우스 율리우스 아그리콜라 (78년–84년 총독)는 브리간테스족의 영토에서 벌어지던 전쟁에 참여했던 곳으로 추정한다. 2세기 초 모습에 대해 글을 썼던 로마 시인 유베날리스는 브리간테스족의 요새를 파괴하여 영광을 얻으라고 아들에게 재촉하는 한 로마인 아버지에 대해 묘사한다. 하드리아누스 재위 초 쯤에 북쪽에서 반란이 있었던 것으로 보이지만, 상세한 내용은 알려져 있지 않다. 브리간테스족의 봉기는 요크에 배치되어 있었던 제9군단이 사라진 것에 대한 설명을 위하여 보통 있었던 사실로 여겨진다. 하드리아누스 방벽(122년에 건설 시작)의 목적 중 하나가 바로 브리간테스족을 현재 스코틀랜드의 저지대에 있던 다른 부족들과 내통하는 것을 막기 위함 일 수도 있다. 안토니누스 피우스 황제 (138년–161년)는 파우사니아스가 전하길, 브리간테스족이 로마와의 동맹을 상대로 이유 없는 전쟁을 벌이자 이들을 격퇴시켰다고 하였는데, 아마도 안토니누스 방벽 (142년–144년)건설로 이어진 군사 활동 중 하나였을 것으로 보인다.
타키투스는 칼레도니족 지도자 칼라가쿠스의 입을 빌려 브리간테스족에 대해 "여자의 지도 하에서' 로마군을 거의 격퇴시켰다라고 하였다.

## 취락
클라우디오스 프톨레마이오스는 브리간테스족의 주요 '폴리스' 아홉 곳을 언급하였고 다음과 같다:
| 라틴어 지명            | 현대 지명        | 현대 행정 구역 명칭 |
| ---------------------- | ---------------- | ------------------- |
| 에피아쿰               | 위틀리캐슬       | 컴브리아주          |
| 비노비움               | 빈체스터         | 더럼주              |
| 카투락토니움           | 캐터릭           | 노스요크셔주        |
| 칼라툼                 | 버로             | 랭커셔주            |
| 이수리움 브리간툼      | 앨드보로         | 노스요크셔주        |
| 리고두눔               | 알려지지 않음[a] | 그레이터맨체스터주  |
| 올리카나 또는 올레나쿰 | 알려지지 않음[b] | 웨스트요크셔주      |
| 에보라쿰               | 시티 오브 요크   | 노스요크셔주        |
| 캄보두눔               | 알려지지 않음[c] | 웨스트요크셔주      |

브리간테스족의 영토에 있던 것으로 알려진 그 밖의 취락들은 다음과 같다:
- 셰필드 경계의 윈코뱅크
- 브레메테나쿰 베테라노룸 (랭크셔주의 립체스터)
- 칼카리아(노스요크셔주의 태드캐스터) – 안토니누스 순례기와 라벤나 코스모그라피아에서 언급됨
- 루구발리움 (컴브리아주의 칼라일) – 카르베티족의 취락으로 추정
- 코리아 (노섬벌랜드주의 코브리지) – 로포카레스족의 취락으로 추정

## 아일랜드의 브리간테스족
브리간테스족은 클라우디오스 프톨레마이오스가 2세기에 쓴 '지리학'에서 브리타니아에서와 마찬가지로 아일랜드에서도 확인되나, 아일랜드의 브리간테스족과 브리타니아의 브리간테스족 사이에 어떤 연결고리가 있었는지는 명확하지 않다. T. F. 오라힐리는 아일랜드의 브리간테스족이 후대의 Uí Bairrche 씨족의 기원이라 주장하며, 자신의 아일랜드 선사 시대 이론에 의하면 그가 갈리아족 및 브리타니아의 벨가이족의 후예라고 가정한 에란족(Érainn, 프톨레마이오스의 이베르니)이 아일랜드의 브리간테스족의 기원이라고 믿었다. 존 T. 코흐 교수는 로마-브리타니아 여신 브리간티아를 아일랜드의 브리이드와 동일시 여기고 킬케니주의 스토니퍼드에 있는 로마 혹은 로마-브리타니아 매장지를 강조하며, 브리타니아와 아일랜드 집단 간의 연결 고리를 사실로 여겼다. 그는 아일랜드의 브리간테스족을 중세 초에 있었던 Uí Brigte 씨족과 동일하게 보았다.

## 대중 문화에서
- 2020년, 잉글랜드의 럭비 리그 팀인 위건 워리어스는 브리간테스족을 '위건 도시의 뿌리이자 혈통'이라 주장하며 브리간테스의 전사를 자신들 팀의 로고라 설명하였다.[27]

## 참고 문헌
- Branigan, Keith (1980). 《Rome and the Brigantes: the impact of Rome on northern England》. University of Sheffield. ISBN 0-906090-04-0.
- Hartley, Brian (1988). 《The Brigantes》. Sutton. ISBN 0-86299-547-7.